# Mara Yamauchi
Mara Rosalind Yamauchi (geboren als Mara Myers; Oxford, 13 augustus 1973) is een voormalige Britse langeafstandsloopster. Ze is tot op heden de tweede snelste Britse vrouw op de marathon achter haar landgenote en wereldrecordhoudster Paula Radcliffe.

## Loopbaan

### Jeugd deels in Kenia
Mara Myers werd in het Engelse Oxford geboren als dochter van Dorothy en Norman Myers. Het gezin leefde tot Mara's achtste levensjaar in Nairobi (Kenia). Mara Myers is vernoemd naar de Mara-rivier in Kenia, waar haar ouders in totaal 25 jaar woonden. Als studente begon ze zich serieus op het hardlopen te richten. Nadat ze haar studie politiek, filosofie en economie afgerond had aan het St Anne's College van de Universiteit van Oxford, behaalde ze in een jaar haar masterdiploma aan de London School of Economics. Tijdens haar studie sloot ze zich aan bij Parkside AC (later hernoemd tot Harrow AC) en werd getraind door Bob Parker.

### Atletiekloopbaan onderbroken
Na haar studie kwam Myers in 1996 in dienst bij het ministerie van Buitenlandse Zaken op de afdeling Foreign and Commonwealth Office (FCO). In 1998 werd ze Engels kampioene veldlopen. Van 1998 tot 2002 stopte ze met atletiek om zich te concentreren op haar werk bij de Britse ambassade in Japan. Daar ontmoette ze de Japanner Shigetoshi Yamauchi, waarmee ze in 2002 trouwde.
Hierna keerde ze naar Engeland terug, waar ze parttime begon te werken om zich meer het hardlopen bezig te kunnen houden. In april 2004 liep ze voor het eerst de marathon van Londen, waarbij ze zeventiende werd in 2:31.52. Ze kwalificeerde zich hiermee voor de wereldkampioenschappen van 2005 in Helsinki, waar ze een achttiende plaats behaalde. In datzelfde jaar werd ze vijfde op de marathon van Tokio in 2:27.38. Nog sneller was ze in de volgende jaren in Londen, waar ze met 2:25.13 en 2:25.41 beide keren zesde werd.

### Brons op Gemenebestspelen
In december 2005 werd bekend dat Mara Yamauchi mee mocht doen aan het UK Sport World Class Performace Programme dat elite-atleten ondersteunt om zich bezig te houden met hun sport. In januari 2006 nam ze onbetaald verlof bij het FCO en won dat jaar op de Gemenebestspelen een bronzen medaille op de 10.000 m in een PR-tijd van 31.49,40. Op de wereldkampioenschappen van 2007 in Osaka werd ze negende. Haar grootste succes tot op heden is het winnen van de marathon van Osaka in 2008, waarbij ze haar persoonlijk record verbeterde tot 2:25.10. Op de Olympische Spelen van 2008 in Peking werd ze zesde in 2:27.23.
Yamauchi maakte in januari 2013 bekend dat zij, op 39-jarige leeftijd, een punt zette achter haar atletiekloopbaan. Zij is getrouwd sinds 2002 en heeft geen kinderen.
Yamauchi was als Engelse aangesloten bij atletiekvereniging Harrow AC en in Japan bij Second Wind AC.

## Titels
- Brits kampioene marathon - 2006, 2007, 2009, 2010
- Engels kampioene veldlopen - 1998

## Persoonlijke records
Baan
| Onderdeel | Prestatie | Datum         | Plaats    |
| --------- | --------- | ------------- | --------- |
| 3000 m    | 9.40,7    | 11 juni 2005  | Watford   |
| 5000 m    | 15.28,58  | 24 juni 2006  | Solihull  |
| 10.000 m  | 31.49,40  | 21 maart 2006 | Melbourne |

Weg
| Onderdeel      | Prestatie           | Datum            | Plaats   |
| -------------- | ------------------- | ---------------- | -------- |
| 5 km           | 15.34               | 8 juli 2007      | Sapporo  |
| 10 km          | 31.40               | 8 juli 2007      | Sapporo  |
| 20 km          | 1:04.52             | 1 februari 2009  | Marugame |
| halve marathon | 1:08.29             | 1 februari 2009  | Marugame |
| 25 km          | 1:24.47             | 16 november 2008 | Tokio    |
| 30 km          | 1:41.53 (nat. rec.) | 16 november 2008 | Tokio    |
| marathon       | 2:23.12             | 26 april 2009    | Londen   |

## Prestaties

### 10.000 m
- 2006: 13e EK - 32.07,90
- 2006:  Gemenebestspelen - 31.49,40
- 2006:  Britse (AAA-)kamp. - 32.36,57

### halve marathon
- 2005: 18e WK in Edmonton - 1:12.40

### marathon
- 2004: 17e marathon van Londen - 2:39.16
- 2005: 10e marathon van Londen - 2:31.52 ( Britse kamp.)
- 2005: 18e WK - 2:31.26
- 2005: 5e marathon van Tokio - 2:27.38
- 2006: 6e marathon van Londen - 2:25.13 ( Britse kamp.)
- 2007: 6e marathon van Londen - 2:25.41 ( Britse kamp.)
- 2007: 9e WK - 2:32.55
- 2008:  marathon van Tokio - 2:25.03
- 2008:  marathon van Osaka - 2:25.10
- 2008: 6e OS - 2:27.29
- 2009:  marathon van Londen - 2:23.12 ( Britse kamp.)
- 2010: 8e marathon van Londen - 2:26.16 ( Britse kamp.)
- 2012: DNF OS

### veldlopen
- 2005: 27e WK veldlopen (lange afstand) - 28.55,00
- 2006: 23e WK veldlopen (lange afstand) - 26.47,00